# 克蘭代爾 (喬治亞州)
克蘭代爾（英語：Crandall）是位於美國喬治亞州莫雷縣的一個非建制地區。該地的面積和人口皆未知。

## 地理
克蘭代爾的座標為34°52′00″N 84°44′44″W / 34.86667°N 84.74556°W，而該地的平均海拔高度為250米（即830英尺）。